# Oud Postgebouw (Lokeren)
Het Oud Postgebouw, in de volksmond De Post of Den Ou'en Post is het voormalige postgebouw van de Oost-Vlaamse stad Lokeren. Het is één van de vier bakens rondom de Markt.

## Gebouw
Het voormalige Postgebouw is in neotraditionele stijl, en werd gebouwd aan de Markt. Alfons Van Houcke werd aangesteld als architect.
Het gebouw wordt gekenmerkt door de torenspits die aan de marktzijde van het gebouw gelegen is.

## Renovatie

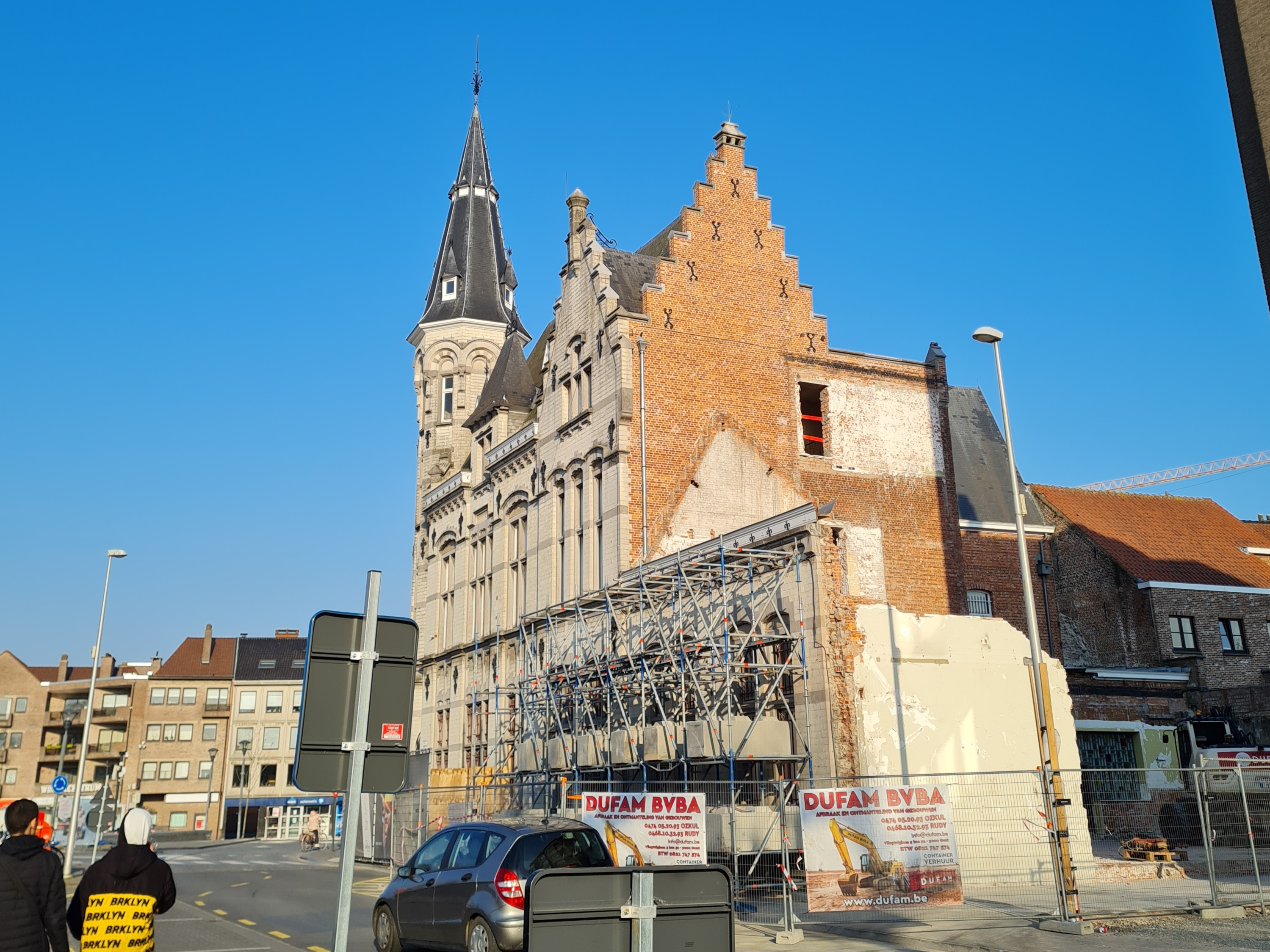
Afbraakwerken van de oostelijke vleugel van het Oud Postgebouw, in het kader van de totaalrenovatie, vanaf de Durmelaan.

In 2019 werd het Oud Postgebouw gekocht door het stadsbestuur, datzelfde jaar werden er een dringende dakrenovatie uitgevoerd op het gebouw. Deze relatief kleine renovatie duurde door de coronapandemie echter veel langer en waren uiteindelijk afgerond in 2021. Begin 2023 begon de totaal renovatie van het voormalig Postgebouw. De voltooiing van de renovatie is pas gepland voor eind 2024, wegens de beperkte ruimte waarin de renovatie wordt uitgevoerd.
Het gerenoveerde Postgebouw zal de nieuwe verblijfplaats worden van de diensten Toerisme en Evenementen. Ook het stadsarchief zal intrekken in het Oud Postgebouw. Ook samenkomsten van de gemeenteraad (in een nieuwe raadzaal), ceremoniële gelegenheden en andere vergaderingen zullen kunnen plaatsvinden na de heropening van het gebouw.
Het voormalige Postgebouw zal samen met de andere vier bakens rondom de Markt een nieuwe verlichtingsinstallatie krijgen.